# 強烈熱帶風暴康森 (2021年)
強烈熱帶風暴康森（英語：Severe Tropical Storm Conson，國際編號：2113，聯合颱風警報中心：WP182021，菲律賓大氣地球物理和天文管理局：Jolina）是2021年太平洋颱風季第13個被命名的風暴。「康森」一名由越南提供，意思為崑山，海陽省至靈市的一處古蹟。
因應「康森」在菲律賓造成災難性破壞，被菲律賓在第55屆颱風委員會年會申請退役，在2023年3月舉行的第55次颱風委員會會議上獲該會接納把康森從命名表中除名。在第56次世界氣象組織颱風委員會會議中通過新名由「布袋蓮」取代；同時菲律賓大氣地球物理和天文管理局亦把當地名稱「Jolina」除名，並由「Jacinto」取代。

## 發展過程

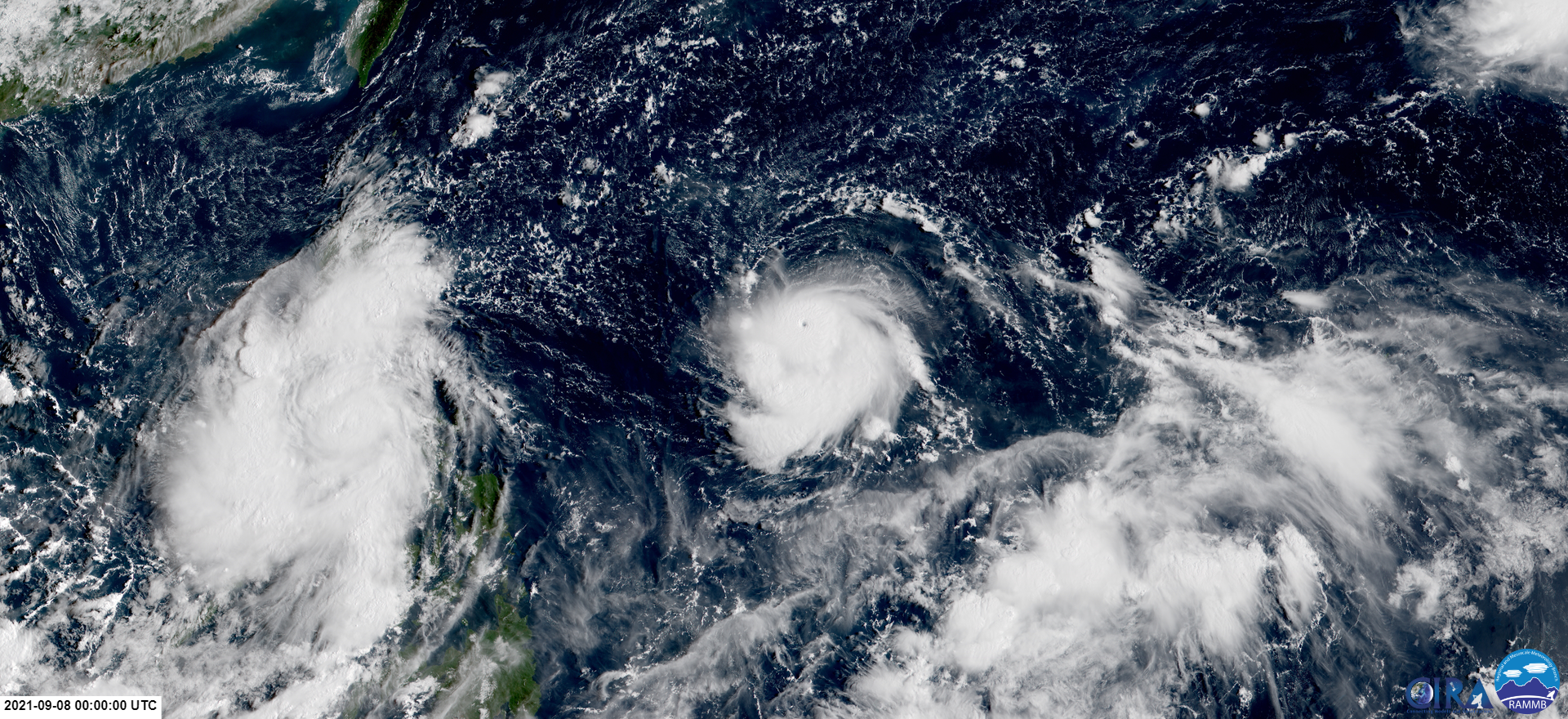
9月8日，颱風康森（左）與颱風璨樹（右）同時活躍於西太平洋。

9月5日，一個熱帶擾動在菲律賓東方海域生成，美國海軍研究實驗室給予擾動編號95W，當時系統位處於垂直風切變頗低，海水溫度攝氏30度的區域，有利系統進一步發展。
9月6日凌晨2時，日本氣象廳將其升格為熱帶低氣壓。同時，聯合颱風警報中心將其評級提升為「中」。上午7時，聯合颱風警報中心將其評級提升為「高」，並對其發布熱帶氣旋形成警報。上午8時，聯合颱風警報中心將其升格為熱帶性低氣壓，給予熱帶氣旋編號18W。同時，澳門地球物理暨氣象局將其升格為熱帶低氣壓。上午11時，香港天文台將其升格為熱帶低氣壓。下午2時，日本氣象廳將其升格為熱帶風暴，給予國際編號2113，並命名「康森」。同時，聯合颱風警報中心、中國國家氣象中心、香港天文台及澳門地球物理暨氣象局將其升格為熱帶風暴；台灣中央氣象局將其升格為輕度颱風。下午5時，菲律賓大氣地球物理和天文管理局將其升格為強烈熱帶風暴。晚上9時，康森在東薩馬島埃爾納尼登陸。晚上11時，日本氣象廳將其升格為強烈熱帶風暴。
9月7日上午5時，香港天文台將其升格為強烈熱帶風暴。上午8時，日本氣象廳將其降格為熱帶風暴。上午10時，康森在馬斯巴特省迪馬薩朗市第二次登陸，隨後又在馬林杜克省托里霍斯市作第三次登陸，受到地形影響，康森的對流組織開始變得鬆散。晚間8時，日本氣象廳將其再度升格為強烈熱帶風暴。
在太平洋副熱帶高氣壓的引導下，康森在出海後受東南氣流引導而向西北移動，雖然康森位處於海水溫度高，且垂直風切變微弱的區域，但由於高空輻散不佳，因此強度遲遲未能提升。
9月11日晚上8時，香港天文台將其降格為熱帶風暴。9月12日凌晨2時，日本氣象廳將其降格為熱帶性低氣壓。下午2時，香港天文台也跟隨降格。9月13日凌晨2時，香港天文台將其降格為低壓區。上午5時，聯合颱風警報中心對其發出最後警告。9月14日凌晨2時，日本氣象廳認為其已消散。

## 防災措施

### 菲律賓

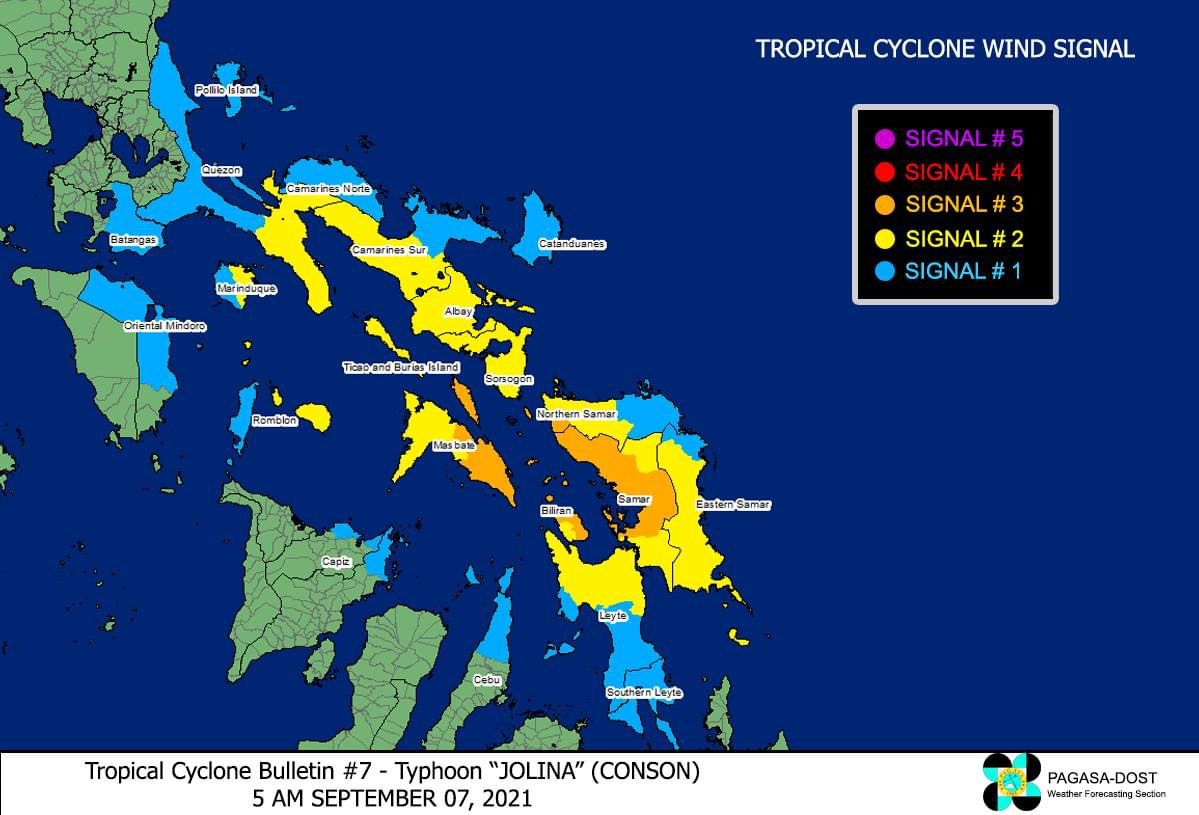
在康森影響期間，菲律賓大氣地球物理和天文管理局發出的風暴信號。

菲律賓大氣地球物理和天文服務管理局於9月6日上午5時對東薩馬省、迪納加特群島及錫亞高島發出一號風暴信號。下午5時對東薩馬省、北薩馬省東部8個市及薩馬省東北部的1個市發出二號風暴信號。9月6日晚上11時，隨著康森增強成颱風，菲律賓大氣地球物理和天文管理局對薩馬島和東薩馬島部分地區發出三號風暴信號。
菲律賓海巡署在9月6日暫停棉蘭老島北部的海上行程和9月7日在東薩馬島、卡皮斯、西內格羅斯和比科爾地區的行程。傍晚時分，有2,500名乘客滯留在呂宋島和米沙鄢群島附近海港。由於康森造成的惡劣天氣，來回馬尼拉到塔克洛班和黎牙實比機場的航班在9月7日需要取消 。9月8日，來回馬尼拉到達沃、公主港、新加坡、阿布達比、臺北、日本和關島的航班也需要取消。
在康森影響期間，313個城市停課，320個城市停工。9月7日，包括卡特巴羅根在內的整個薩馬島、阿爾拜省以及萊特島的塔克洛班和奧爾莫克市均全面實施停課。9月8日，整個甲米地省、奎松省和拉古納省需要停課，其中包括在安蒂波洛、聖胡安、達義等城市。馬尼拉雅典耀大學和聖湯瑪斯大學也在9月8日停課。9月7日，下比科爾地區開始疏散人民，馬尼拉和奎松市在9月8日開始疏散家庭 。共有11,062人被疏散。

## 影響

### 菲律賓
當地發出之最高風暴信號：三號風暴信號
康森肆虐菲律賓期間，造成當地20人死亡，24人受傷，且有至少7人失蹤。此外，約有9,000棟建築物及168條道路遭到破壞，超過29800人流離失所，農業和基礎設施損失約3180萬美元。

### 中國大陸
國家氣象中心發布之最高颱風預警信號： 颱風藍色預警信號

#### 海南省
海南省氣象局發布之最高颱風預警信號： 颱風藍色預警信號

##### 三沙市
三沙市氣象台發布之最高颱風預警信號： 颱風橙色預警信號

### 澳門
當地發出之最高熱帶氣旋信號：  一號風球
地球物理暨氣象局在9月8日下午5時25分發佈特別信息，表示康森將於翌日下午至晚間進入澳門800公里範圍，屆時考慮將發出一號風球。隨後在9月9日中午12時，氣象局更新特別信息，表示康森當日稍後將進入澳門800公里範圍，下午將發出一號風球，與康森相關的雨帶將於翌日起為本澳帶來驟雨及幾陣雷暴。
地球物理暨氣象局於9月9日下午6時發出一號風球，當時康森集結在澳門東南偏南約730公里，氣象局表示除非其採取更偏北路徑移動或迅速發展，否則改發更高風球機會偏低。9月10日上午11時10分，氣象局表示強烈熱帶風暴「康森」過去一段時間穩定向西移動，將與澳門保持超過700公里距離，而由於康森及另一熱帶氣旋燦都對澳門造成直接影響的機會進一步減少，預料需要改發三號風球的機會不大。9月9日晚上11時，康森最接近澳門，在澳門以南約700公里掠過，友誼大橋南峰十分鐘平均風力一度達到每小時24.5公里。 9月10日下午5時，氣象局宣佈未來數小時將考慮取消所有熱帶氣旋警告信號。9月10日下午9時，氣象局取消所有熱帶氣旋警告信號，當時康森集結在澳門西南偏南約750公里。

### 香港
香港天文台在9月8日上午11時45分發佈特別天氣提示，表示康森會在未來數天進入並橫過南海，於香港以南至西南約500公里外掠過，大致移向海南島，會在翌日（9月9日）日間考慮發出一號戒備信號，與康森相關的狂風驟雨及雷暴會在9月10日影響廣東沿岸，該區風勢較大，市民請留意天氣變化。天文台亦表示另一熱帶氣旋燦都有可能進入南海東北部並與康森出現相互作用，兩個熱帶氣旋的移動路徑及發展存在變數，天文台會密切監察其動向。天文台在9月9日上午9時更新特別天氣提示，康森當日早上進入南海中部，並在未來一兩日於香港以南至西南約600公里外掠過，會在當日下午考慮發出一號戒備信號；惟3小時後（中午12時）再更新特別天氣提示，表示康森的路徑離香港較遠，其對香港風力的影響較之前預期低，因此需要發出一號戒備信號的機會亦較低，但市民應注意未來數天海面會有湧浪。天文台在9月10日上午9時更新特別天氣提示，表示康森會在未來數天與香港保持約700公里以上的距離，預料對香港構成直接威脅的機會較低，但市民仍應注意未來兩三日海面會有湧浪。

## 熱帶氣旋警告使用紀錄

### 菲律賓
| 菲律賓大氣地球物理和天文服務管理局 風暴信號 | 菲律賓大氣地球物理和天文服務管理局 風暴信號 | 菲律賓大氣地球物理和天文服務管理局 風暴信號 |
| ------------------------------------------- | ------------------------------------------- | ------------------------------------------- |
| 上一熱帶氣旋                                | 一號風暴信號                                | 下一熱帶氣旋                                |
| 颱風烟花                                    | 一號風暴信號                                | 颱風璨樹                                    |
| 熱帶風暴彩雲                                | 二號風暴信號                                | 颱風璨樹                                    |
| 颱風環高                                    | 三號風暴信號                                | 颱風璨樹                                    |

### 中國大陸
| 国家气象中心 颱風預警信號 | 国家气象中心 颱風預警信號 | 国家气象中心 颱風預警信號 |
| ------------------------- | ------------------------- | ------------------------- |
| 上一熱帶氣旋              | 颱風藍色預警信號          | 下一熱帶氣旋              |
| 熱帶風暴盧碧              | 颱風藍色預警信號          | 熱帶風暴電母              |

### 澳門
| 地球物理暨氣象局 熱帶氣旋信號 | 地球物理暨氣象局 熱帶氣旋信號 | 地球物理暨氣象局 熱帶氣旋信號 |
| ----------------------------- | ----------------------------- | ----------------------------- |
| 上一熱帶氣旋                  | 一號風球                      | 下一熱帶氣旋                  |
| 熱帶風暴盧碧                  | 一號風球                      | 熱帶風暴狮子山                |

## 外部連結
| 太平洋颱風季             |
| 主題頁 - 專題 - 編輯指南 |

- （日語）日本氣象廳首頁 （页面存档备份，存于）
- （英文）聯合颱風警報中心首頁 （页面存档备份，存于）
- （简体中文）中國國家氣象中心首頁 （页面存档备份，存于）
- （繁體中文）臺灣中央氣象局首頁 （页面存档备份，存于）
- （繁體中文）香港天文台首頁 （页面存档备份，存于）
- （繁體中文）澳門地球物理暨氣象局首頁 （页面存档备份，存于）
- （英文）菲律賓大氣地球物理和天文管理局 惡劣天氣公告 （页面存档备份，存于）
- （泰文）泰國氣象局首頁 （页面存档备份，存于）